# KaZantip
Proiectul KaZantip, numit uneori "Republica KaZantip ", care a devenit în anul 2000 "Republica Portocalie Autonomă Kazantip" este un fel de utopie creată în jurul unui eveniment sportiv, apoi a unui festival internațional de muzică electronică și de dans, creat în 1993, la " cap Kazantyp ", situat pe coasta de nord-vest a Crimeii.

## Simboluri
Litera Z, și mai ales o valiză galbenă cu colțuri metalice cromate sunt principalele simboluri ale festivalului și ale republicii KaZantip.
Valiza asta este o parte din  "fetișurile statale" (enumerate la art. 14 din constituție.). Originea acestei tradiții este un vechi basm rusesc, în care un om oferă copiilor bomboane scoase dintr-o valiză galbenă și reușește să-i facă fericiți. Morala este următoarea: la KaZantip, cei care știu cum să facă pe alții fericiți primesc, la rândul lor, bucurie și fericire...
Valiza galbenă a apărut în 1998. De atunci, valiza galbenă cu colțuri cromate este un simbol național kaZantip, fetișul, mândria și un document de identitate care dă dreptul la liberă trecere pe teritoriul acestei republici.
Potrivit site-ului oficial al proiectului, "culoarea națională a Țării Fericirii" era portocaliul, dar în lumina evenimentelor politice care s-au desfășurat în Ucraina, în perioada 2004-2006, republica a decis să schimbe de la portocaliu la negru.
Ochelarii de soare, pantalonii scurți, tricourile sunt port național în KaZantip unde nudismul este tolerat și chiar încurajat, ( ... ), dar atributul național al cetățeanului kaZantip este vetusta valiză galbenă care dă dreptul la intrare fără viză în Republică. Această republică are o constituție care în art. 16 prevede că este "documentul de bază al statului. Toți cetățenii republicii sunt obligați să o citească măcar o dată".
Proiectul KaZantip este cunoscut mai ales prin reuniunile sale anuale, care durează o lună. El are loc, în fiecare an, de la sfârșitul lunii iulie până la sfârșitul lunii august, găzduind acum mai mult de 100 000 de oameni adunați în jurul a sute dintre cei mai buni DJ-ei ruși și străini, dansatori, muzicieni și diverși creatori, sau în jurul celor 10 piste de dans sau mai multe, și (în 2010) 30 de baruri și restaurante, 2 cinematografe în aer liber, 3 stații de kitesurfing .

## Geografie
Numele Kazantip vine de la numele capului și al  peninsulei unde s-a inițiat proiectul.
KaZantip poate schimba, uneori, locul și perimetrul; KaZantip avea nevoie de un nou spațiu pentru noua Republică de mult timp și, în 2001, o suprafață de mai mult de 2 km2 a fost aleasă pe coastă, in apropierea satului Popivka sau Popovka. În 2010, acest domeniu s-a extins la mai mult de 3 km2, dar se poate  uneori extinde un pic mai mult decât atât. De câțiva ani, teritoriul Republicii și-a schimbat anual amplasamentul, așa că poporul ei și vizitatorii au trebuit să caute locul ascuns în fiecare august.
Începând cu anul 2001, festivalul are loc în Popivka (în limba rusă Popovka, la 30 km de la Evpatoria și la  112 km de Simferopol), stațiune balneară rusă, situată pe coasta de sud-vest, la mai puțin de două ore cu mașina de Simferopol, capitala Crimeei, o destinație de vară populară printre turiștii din fosta URSS, cum este Côte d'Azur în Franța. Marile orașe sunt Simferopol, Sevastopol, Evpatoria și Ialta. În iulie și august, climatul este cald și uscat (ca la Barcelona). La țărmul mării, căldura este foarte suportabilă.

## Caracteristicile " festivalului"
Proiectul Kazantip este cunoscut mai ales pentru marea petrecere pe plajă (beach party) organizată pe una dintre cele mai frumoase plaje ale Mării Neagră. Acest " festival " este în tradiția marilor festivaluri, precum Burning Man în Statele Unite ale Americii, Love Parade sau Street Parade. 
Creatorul și inițiatorul său este un rus misterios cunoscut sub numele de Nikita I. Numele lui real ar fi Nikita Marșunok. 
Se spune că el a făcut din KaZantip un "festival alternativ", care include o parte din tineretul de bani gata din Moscova.

## Istoria "Republicii" KaZantip
Istoria "Republicii" KaZantip începe în 1992 , în Crimeea , cu ocazia unui concurs de windsurfing plăci, o primă întâlnire, care n-a atras decât 78 windsurferi și mai puțin de 600 de spectatori. 
Nikita Marshunok, care era pe atunci președinte al asociației de windsurf, a dorit să refacă competiția la sărbătoarea focului. El a început să mixeze muzică de plajă, dar încă nu era foarte impresionant.
Un an mai târziu, în același loc, Nikita Marșunok a adunat un public mult mai mare, printre care se aflau DJ-ei cunoscuți.
Peninsula KaZantip a devenit un loc de întâlnire tradițional, în jurul rămășițelor unei centrale nucleare din Crimeea abandonate încă din timpul construcției (În 1997, președintele a găzduit o seară cu totul aparte în centrală, așa-numita "Noaptea Reactorului ", care va fi preludiul " nopților atomice").
- 2000 - festivalul a fost ținut lângă satul Vesiolovo (Весёлого) (lângă Sudak)
- 2001-2013 - în satul Popovka, Ievpatoria.
- 2005 - Sloganul festivalului "KaZantip-2005": "Următoarele festivale Kazantip vor fi organizate pe Marte".
- 15 iulie-26 august 2006 - "KaZantip 2006".
- 21 iulie-26 august 2007 - "KaZantip-2007", a fost numit "Z.15", a marcat cea de-a 15-a aniversare a acestui eveniment.
- 26 iulie-30 august 2008, KaZantip 2008 (Z.16). Sloganul și conceptul Z.16 - "O nouă formă de viață".
- 1-21 august 2009, KaZantip 2009 (Z.17).
- 6-7 august 2010, "KaZantip 2010" (Z.18).
- 6-21 august 2011, "KaZantip 2011" (Z.19), Tematica: Roboții.
- 31 iulie-18 august 2012, "KaZantip 2012" (Z.20) este a XX-cea aniversare a festivalului.

### Religia
Republica are o religie de stat, definită drept "Credința în minuni".
"Cetățenii altor confesiuni nu sunt persecutați de lege, dar trec drept niște cinici cu care este mai bine să nu ai de a face".

## Galerie

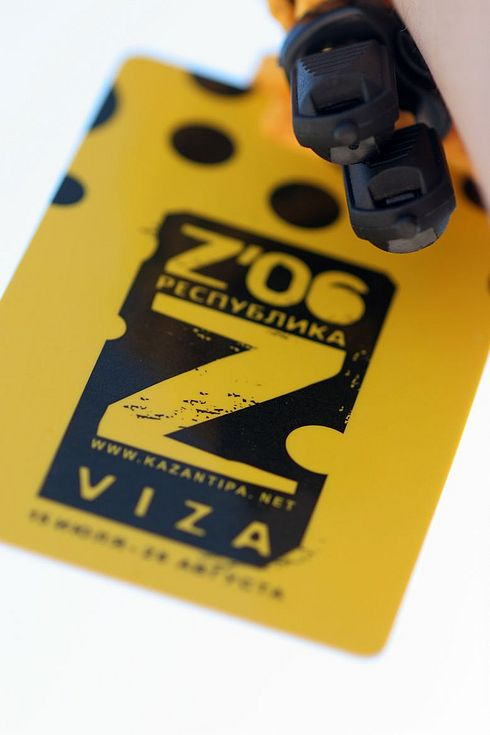
Viză de intrare în republica KaZantip.
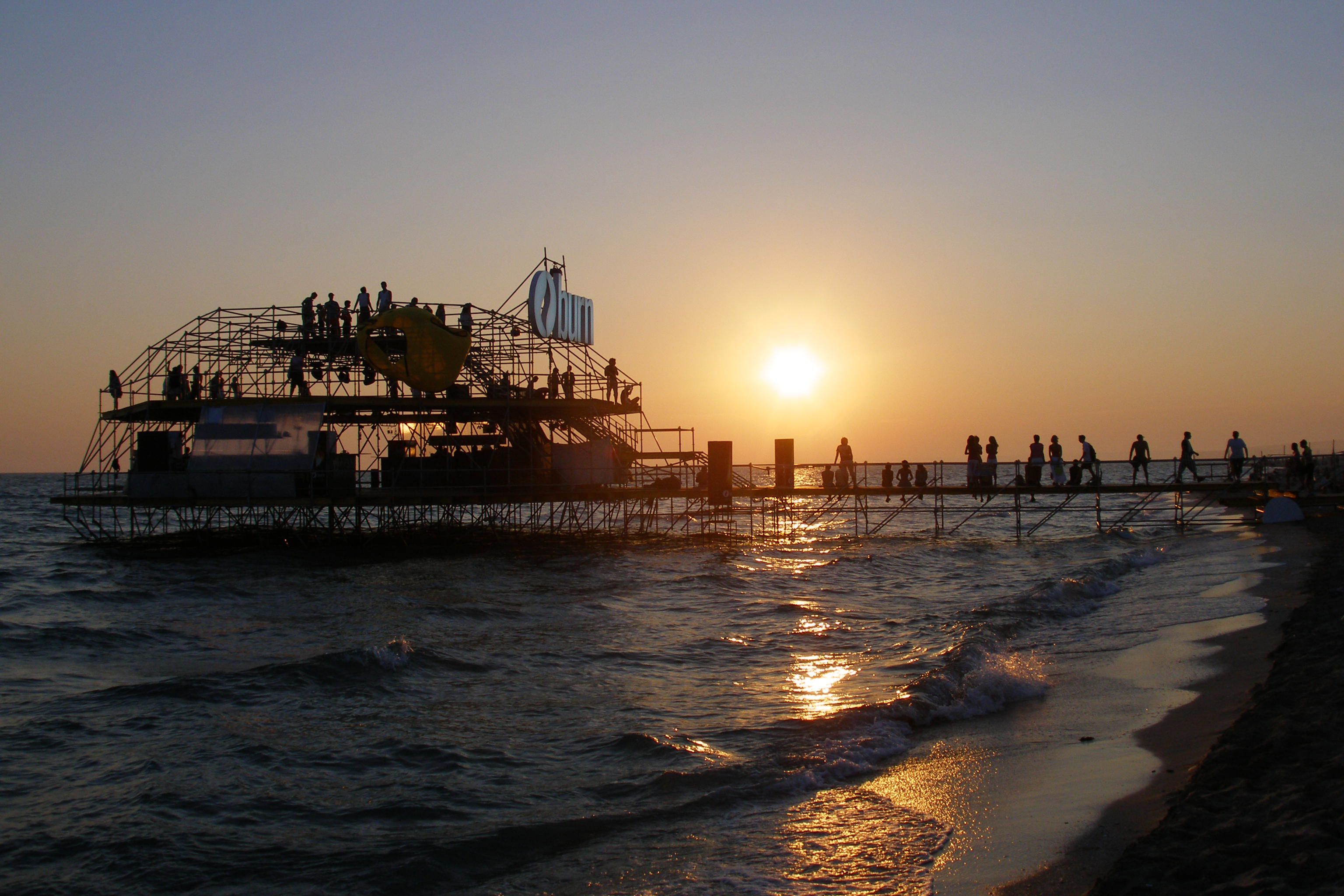
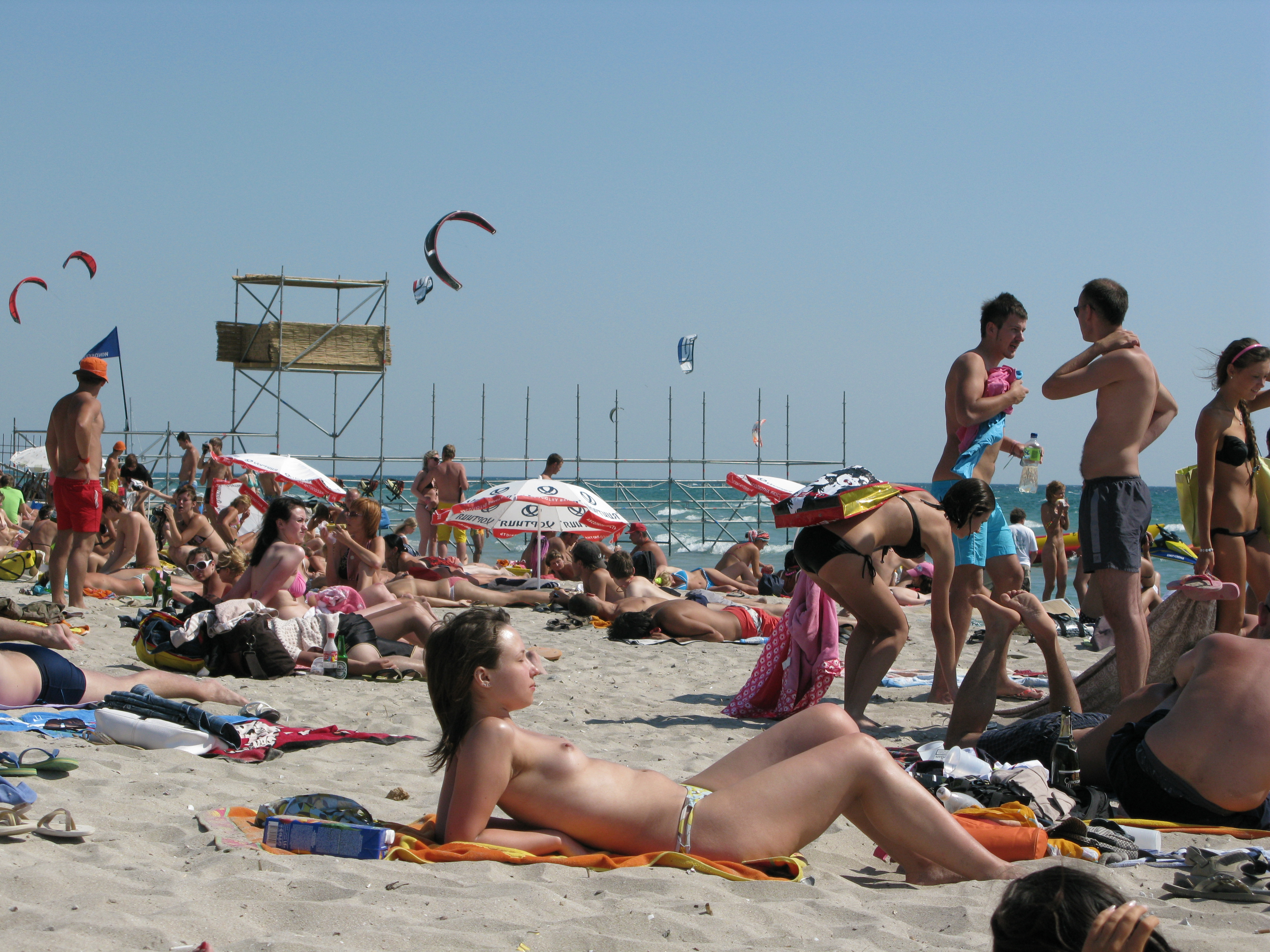
Oamenii din KaZantip în 2008.
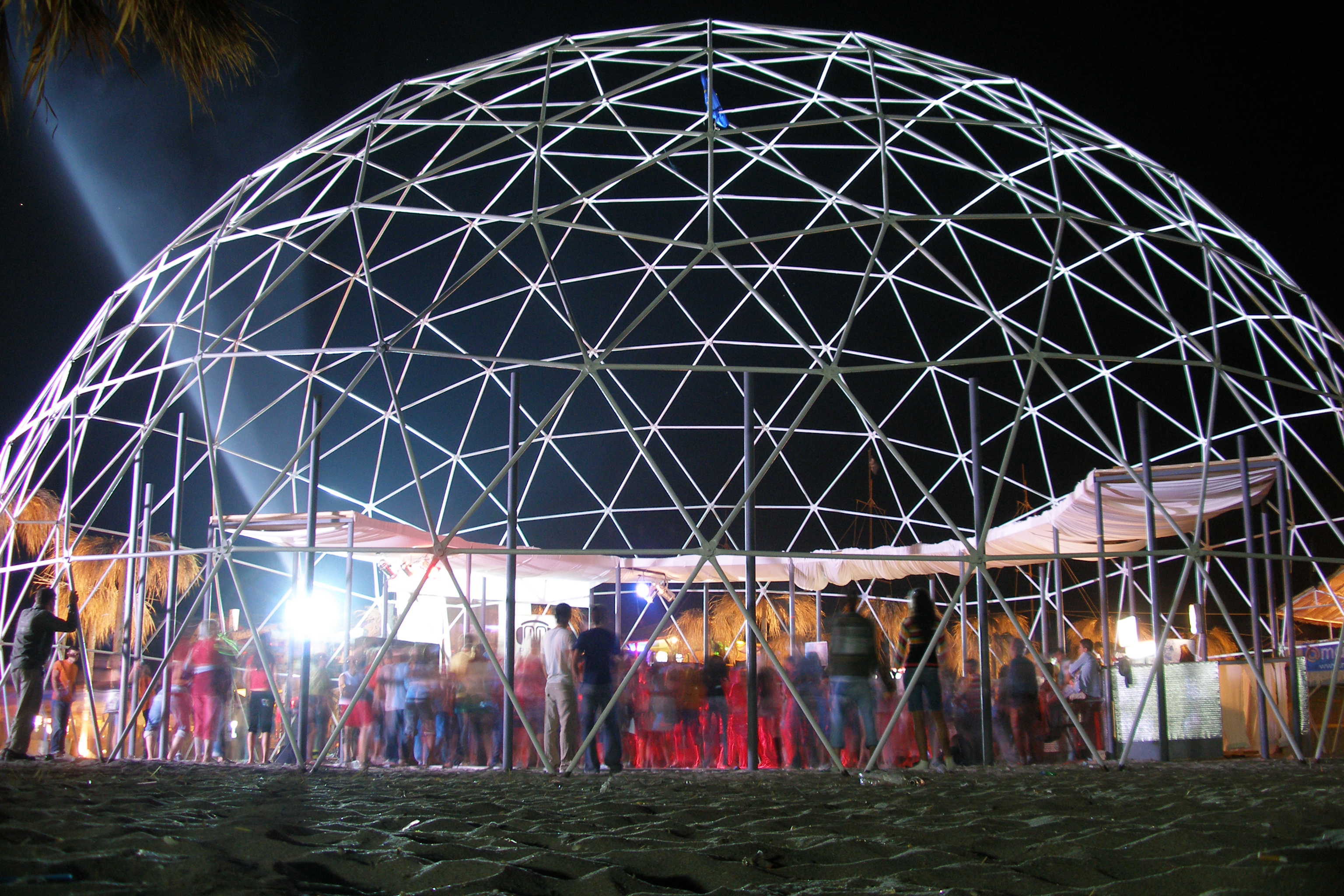
Oamenii din KaZantip în 2006.
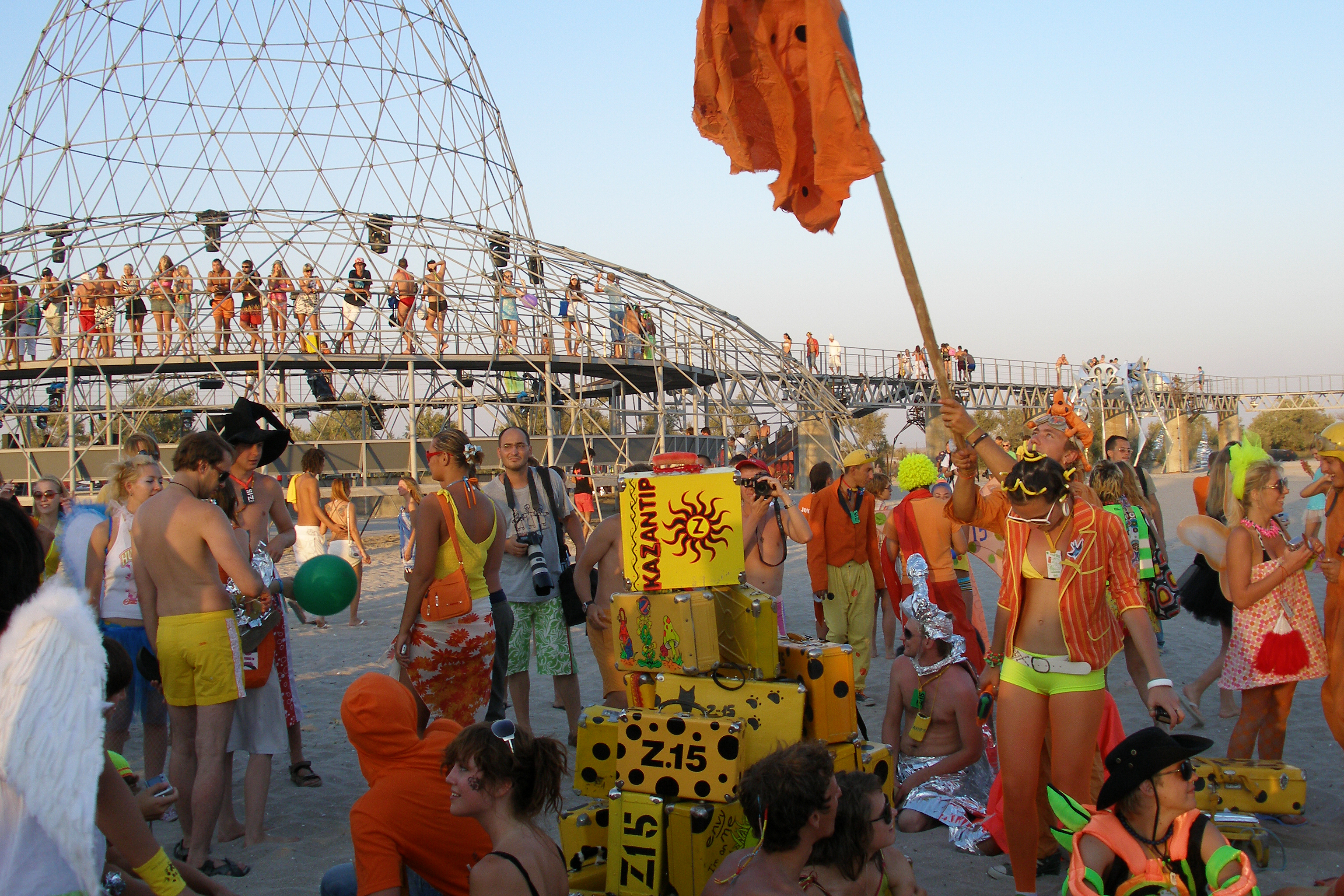
Oamenii din KaZantip în 2007.
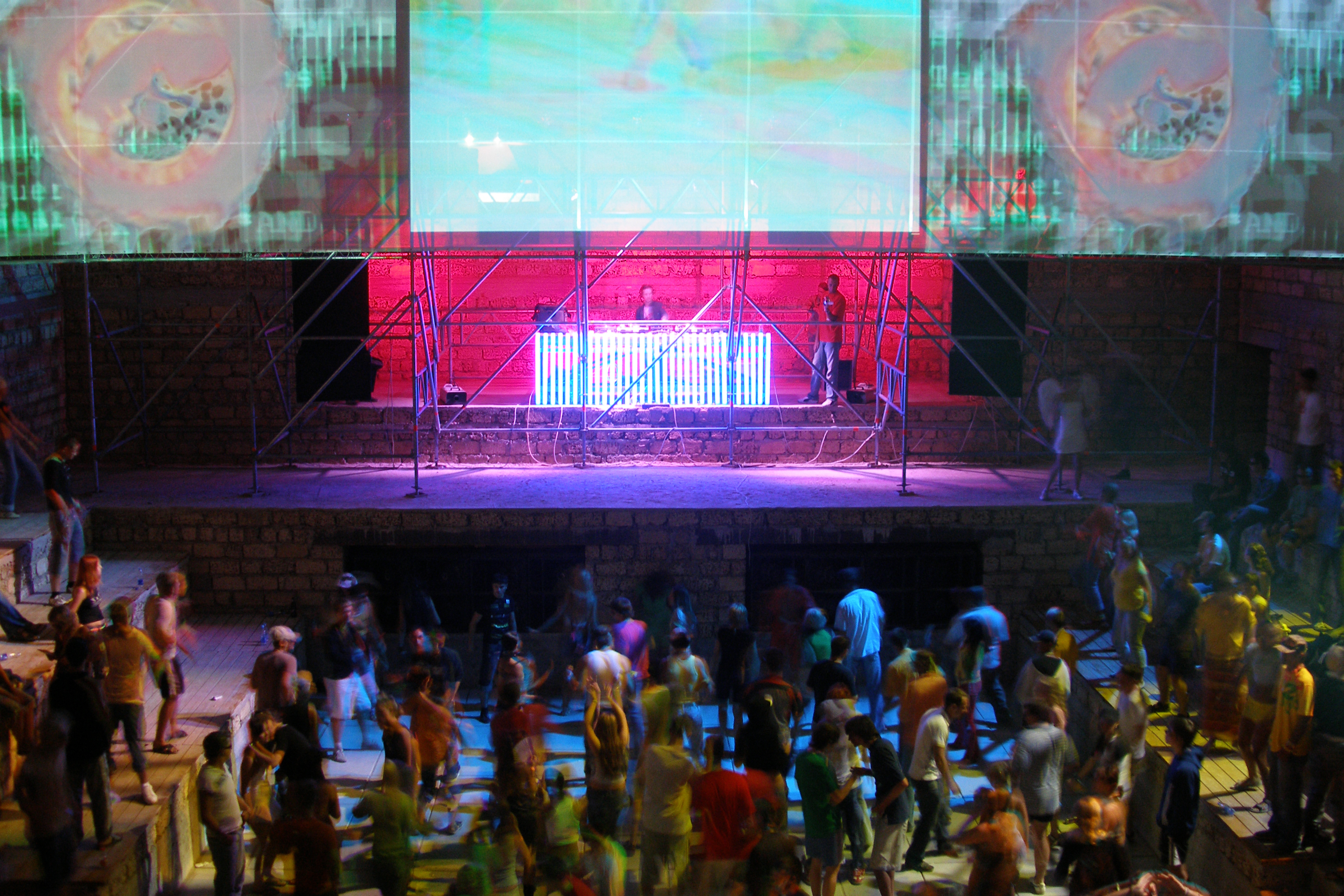
Oamenii din KaZantip în 2006.
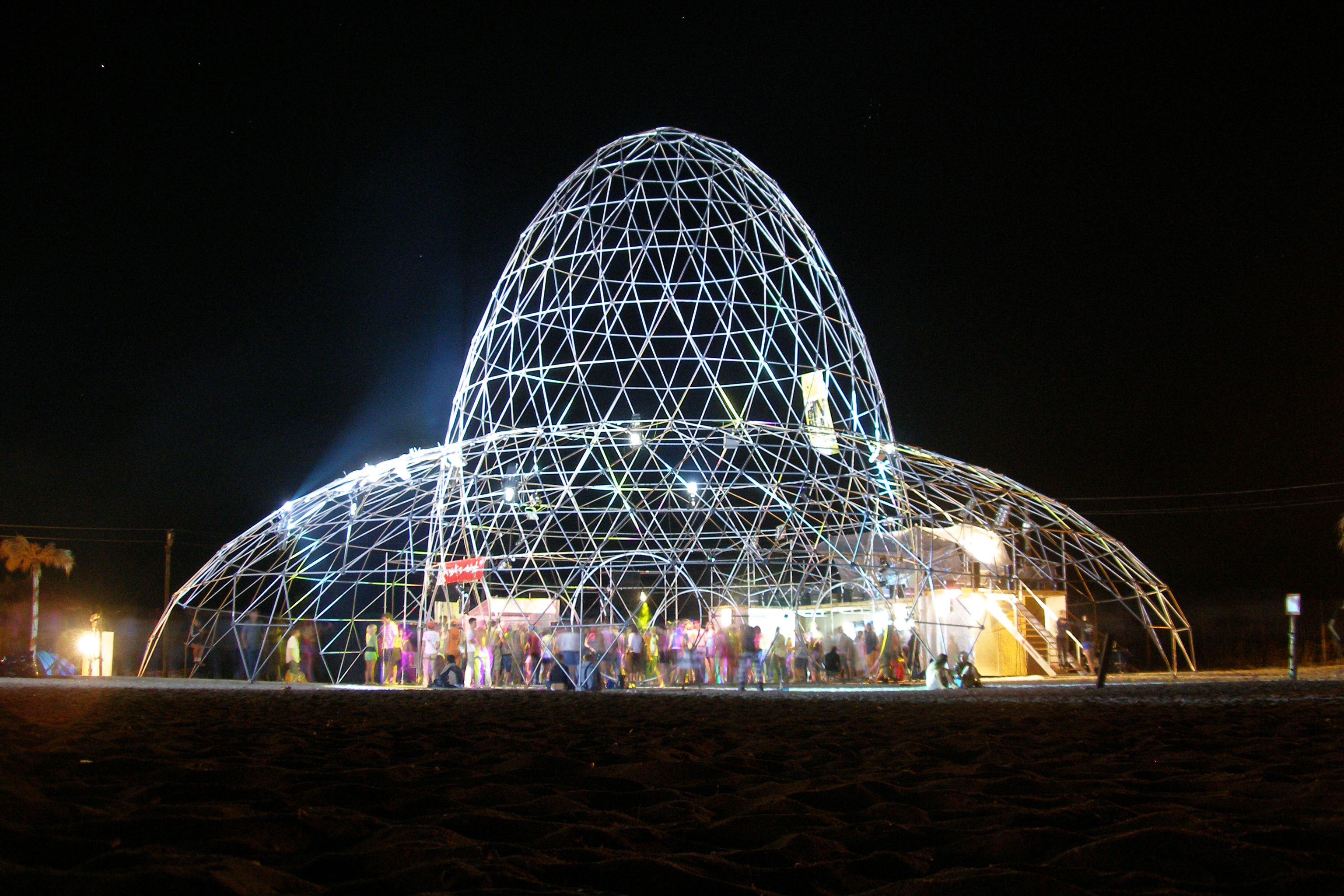
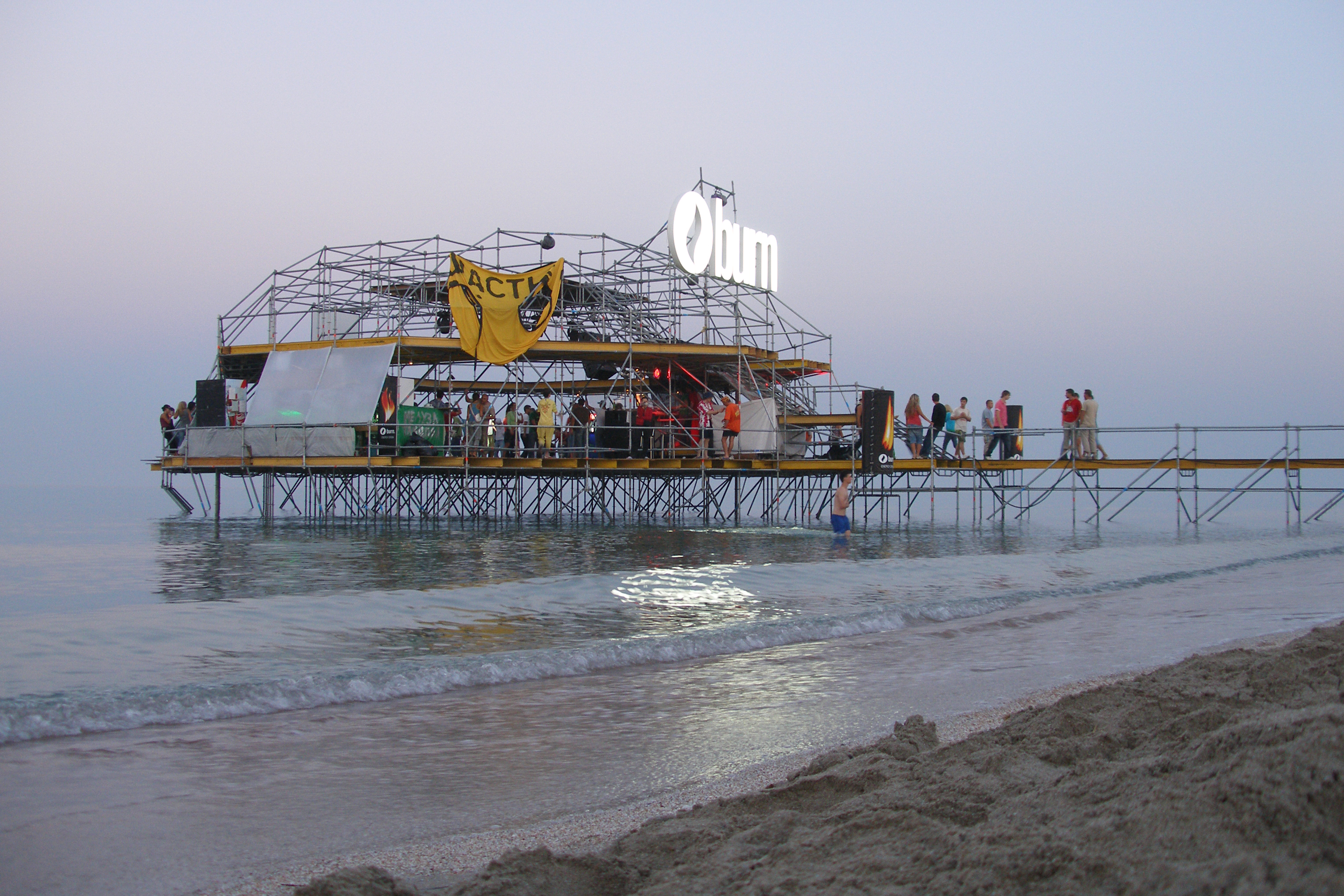
Medusa
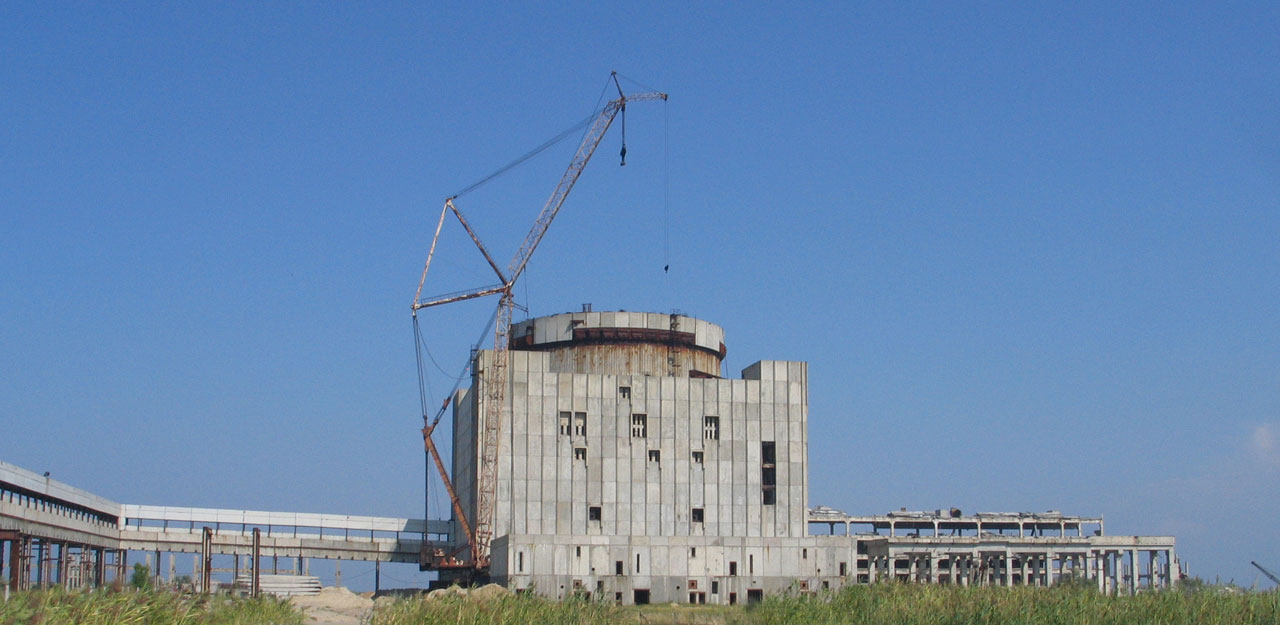
Centrala nucleară din Crimeea, a cărei construcție a fost întreruptă ; primul loc de adunare pentru Proiectul KaZantip.
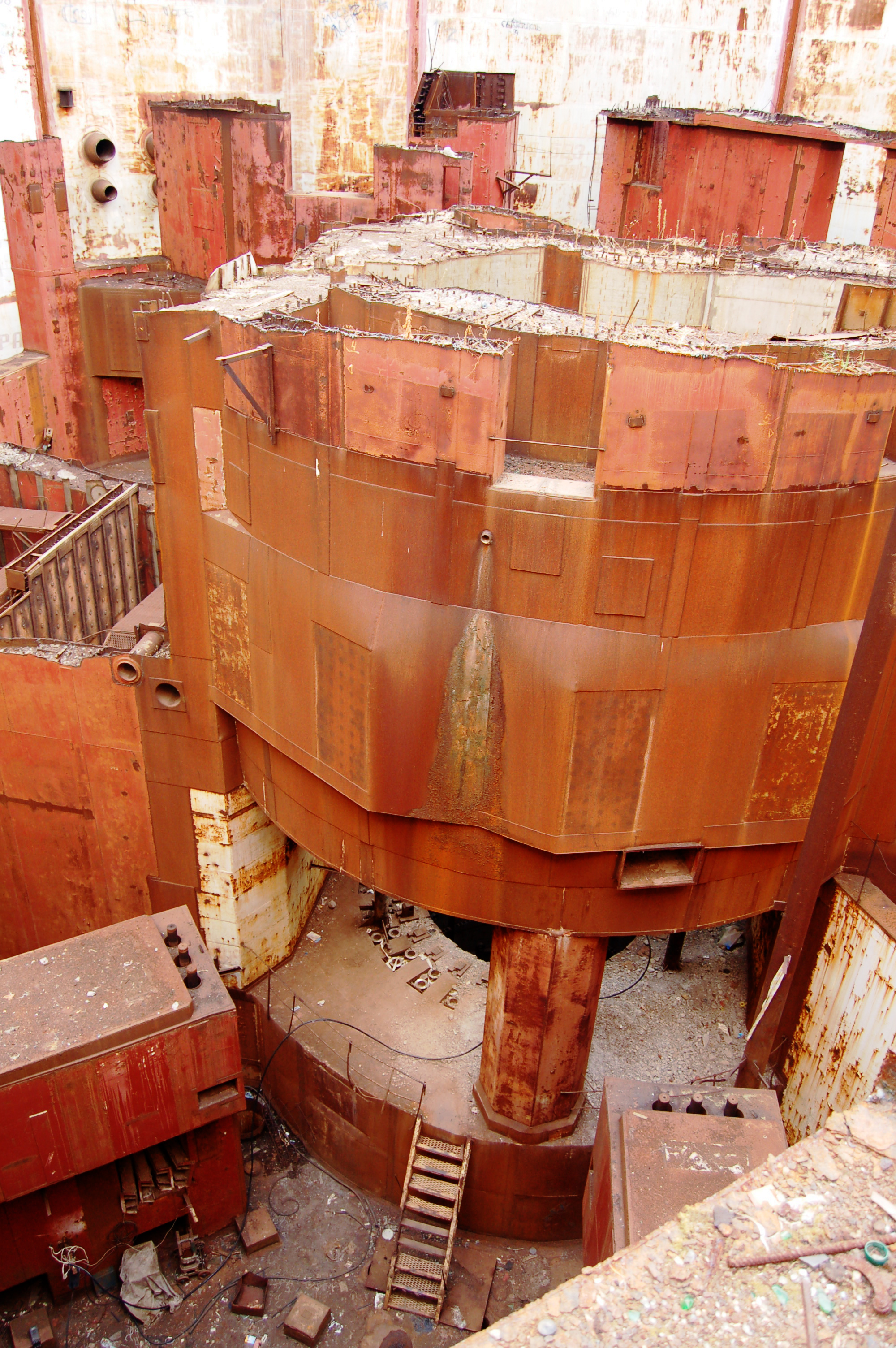
Reactorul este neterminat, loc de Noapte atomică organizat de către președintele Kazantip, în 1997; cu aproximativ 5000 de oameni s-a început tradiția " nopților atomice "[1].
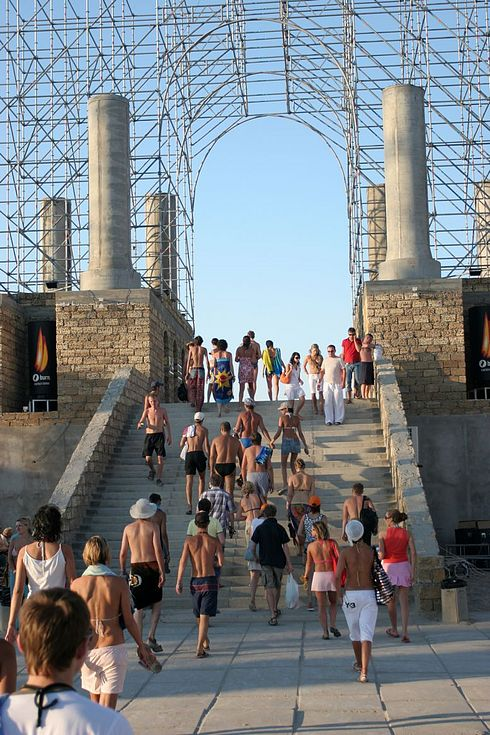
Poarta de intrare în republică
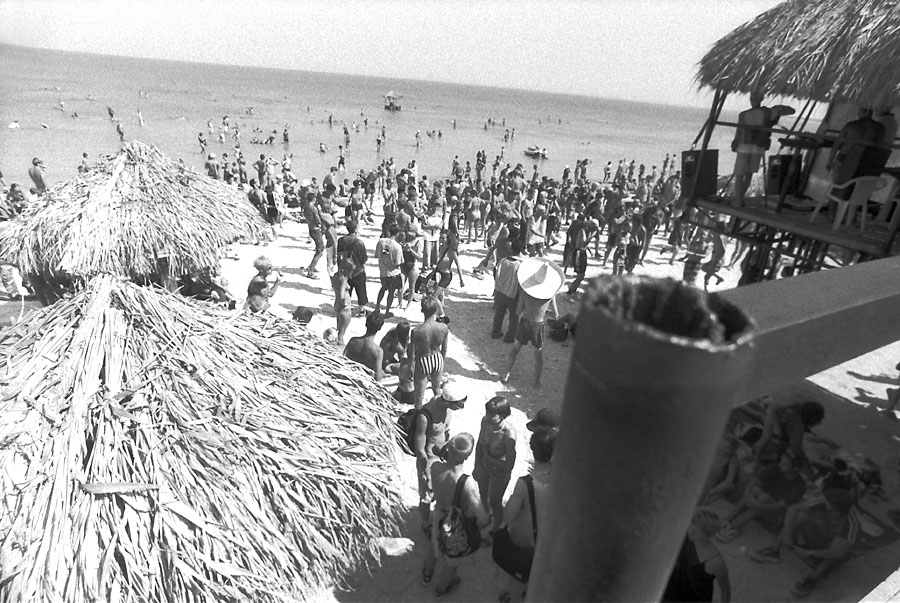
KaZantip în 1999